# همسر من بی‌نظیره
همسر من بی‌نظیره(به انگلیسی: My Wife is Superwoman) نام سریال کره‌ای می‌باشد که در سال ۲۰۰۹ ساخته شده‌است.

## داستان
زنی موفق با مردی ازدواج می‌کند که اصلاً در زندگی موفق نیست و حتی کار هم ندارد. او می‌خواهد به او کمک کند که در زندگی موفق باشد، اما اتفاقات گوناگونی در این بین رخ می‌دهد.

## بازیگران

### بازیگران اصلی
- کیم نام جو در نقش چون جی او
- اوه جی-هو در نقش ان دال سو
- لی‌های یونگ در نقش یانگ بنگ سون
- یون سانگ هیون در نقش هئو تای جون
- چوی چئول هو در نقش هان جون هیوک
- سان وو سان در نقش ایون سو هیون
- کیم چانگ وان در نقش کیم هونگ شیک
- نا یونگ هی در نقش جانگ یونگ سوک

## جوایز و نامزدها
| سال  | جایزه                                   | مقام                          | دریافت‌کننده         | نتیجه    |
| ---- | --------------------------------------- | ----------------------------- | ------------------- | -------- |
| 2009 | Ministry of Culture, Sports and Tourism | Actress of the Year           | Kim Nam-joo         | برنده    |
| 2009 | MBC Drama Awards                        | Top Excellence Award, Actor   | یون سانگ هیون       | برنده    |
| 2009 | MBC Drama Awards                        | Top Excellence Award, Actress | Kim Nam-joo         | برنده    |
| 2009 | MBC Drama Awards                        | Excellence Award, Actor       | چوی چول هو          | برنده    |
| 2009 | MBC Drama Awards                        | Excellence Award, Actress     | Lee Hye-young       | برنده    |
| 2009 | MBC Drama Awards                        | Golden Acting Award, Actor    | Kim Chang-wan       | برنده    |
| 2009 | MBC Drama Awards                        | Golden Acting Award, Actress  | Na Young-hee        | برنده    |
| 2009 | MBC Drama Awards                        | Best New Actress              | Sunwoo Sun          | نامزدشده |
| 2009 | MBC Drama Awards                        | Best Writer                   | Park Ji-eun         | برنده    |
| 2010 | جایزه هنری پاکسانگ                      | Best Drama                    | Queen of Housewives | نامزدشده |
| 2010 | جایزه هنری پاکسانگ                      | Best TV Director              | Go Dong-sun         | برنده    |
| 2010 | جایزه هنری پاکسانگ                      | Best TV Actor                 | یون سانگ هیون       | نامزدشده |
| 2010 | جایزه هنری پاکسانگ                      | Best TV Actress               | Kim Nam-joo         | برنده    |
| 2010 | جایزه هنری پاکسانگ                      | Best TV Screenplay            | Park Ji-eun         | نامزدشده |
| 2010 | CETV Awards                             | Grand Prize                   | Kim Nam-joo         | برنده    |
| 2010 | CETV Awards                             | Top 10 Asian Stars            | Kim Nam-joo         | برنده    |